# James Tierney
James E. Tierney (* 27. April 1947 in Brooklyn, New York City) ist ein US-amerikanischer Anwalt und Politiker, der von 1981 bis 1991 Maine Attorney General war.

## Leben
James Tierney wurde in Brooklyn geboren. Er wuchs in Brunswick, Maine auf und konnte dort die Nähe zum Bowdoin College nutzen. Er setzte sich in Vorlesungen und nutzte die Bücherei des Colleges. Anschließend studierte er an der University of Maine und der University of Maine Law School. Dort machte er im Jahr 1975 seinen Abschluss. Von 1973 bis 1980 war er neben dem Studium als Mitglied der
Demokratischen Partei Abgeordneter im Repräsentantenhaus von Maine und im Anschluss von 1981 bis 1991 war er Maine Attorney General. In dieser Zeit engagierte er sich in der National Association of Attorneys General (NAAG) und bildete mehrere Jahre neu gewählte State Attorneys aus. Er war Sonderstaatsanwalt in Florida, Pennsylvania, Minnesota und Vermont. An der Columbia Law School hält er seit Herbst 2000 Kurse über die Aufgaben der Attorneys General und an der Harvard Law School seit dem Frühjahr 2010. Seit 2015 ist er dort Dozent für Recht. Zuvor lehrte er an der Boston College Law School, der Northeastern Law School und der University of Maine School of Law. Er war Mitglied des Boards der American Judicature Society und des Boards of Commentators of the Courtroom Television Network. Im Jahr 2006 wurde Tierney von den Studenten zum Public Interest Professor of the Year gewählt.
James Tierney ist mit der Autorin und Pulitzer-Preis Gewinnerin Elizabeth Strout verheiratet. Er hat fünf Kinder.